# Sies Uilkema
Sies Uilkema (ur. 26 marca 1958) – holenderski panczenista, dwukrotny uczestnik mistrzostw świata w wieloboju sprinterskim, trzykrotny medalista mistrzostw Holandii w sprincie.
Dwukrotnie uczestniczył w mistrzostwach świata. Zarówno w 1978, jak i w 1983 roku zajął trzynaste miejsce w wieloboju sprinterskim. W 1983 roku zdobył tytuł mistrza Holandii, a w 1977 i 1981 roku tytuły wicemistrza Holandii. Pięciokrotnie poprawiał rekordy kraju – raz w sprincie (w 1981 roku), dwukrotnie w biegu na 500 metrów (w 1980 i 1981 roku) i dwukrotnie w biegu na 1 000 metrów (w 1981 roku).

## Rekordy

### Byłe rekordy Holandii
| Dystans | Czas    | Miejscowość | Data                | Poprawiony                                |
| ------- | ------- | ----------- | ------------------- | ----------------------------------------- |
| 500 m   | 38,34   | Davos       | 19 stycznia 1980    | 20 stycznia 1980 (Lieuwe de Boer – 37,80) |
| Sprint  | 151,070 | Davos       | 30/31 stycznia 1981 | 25/26 lutego 1989 (Jan Ykema – 149,525)   |
| 1 000 m | 1:15,81 | Davos       | 30 stycznia 1981    | 31 stycznia 1981 (Sies Uilkema – 1:15,35) |
| 1 000 m | 1:15,35 | Davos       | 31 stycznia 1981    | 6 grudnia 1987 (Jan Ykema – 1:14,24)      |
| 500 m   | 37,57   | Davos       | 31 stycznia 1981    | 22 stycznia 1984 (Jan Ykema – 37,54)      |

### Rekordy życiowe
| Dystans | Czas    | Miejscowość | Data             |
| ------- | ------- | ----------- | ---------------- |
| 500 m   | 37,57   | Davos       | 31 stycznia 1981 |
| 1 000 m | 1:15,35 | Davos       | 31 stycznia 1981 |
| 1 500 m | 1:59,33 | Inzell      | 30 grudnia 1981  |
| 3 000 m | 4:25,9  | Heerenveen  | 23 lutego 1984   |
| 5 000 m | 7:35,0  | Heerenveen  | 28 lutego 1984   |

## Wyniki

### Mistrzostwa świata w wieloboju sprinterskim
| Rok i miejsce     | Wynik   | Miejsce | Strata | Zwycięzca     | Źródło |
| ----------------- | ------- | ------- | ------ | ------------- | ------ |
| 1978, Lake Placid | 161,045 | 13.     | 7,14   | Eric Heiden   | [ 7 ]  |
| 1983, Helsinki    | 156,710 | 13.     | 3,17   | Akira Kuroiwa | [ 8 ]  |

### Mistrzostwa Holandii

#### Mistrzostwa Holandii w wieloboju sprinterskim
| Rok i miejsce    | Wynik   | Miejsce | Strata | Zwycięzca         | Źródło |
| ---------------- | ------- | ------- | ------ | ----------------- | ------ |
| 1977, Assen      | 162,145 | 2.      | 0,425  | Jos Valentijn     | [ 9 ]  |
| 1978, Eindhoven  | DNS     | DNS     | –      | Miel Govaert      | [ 10 ] |
| 1979, Heerenveen | 164,745 | 7.      | 5,970  | Miel Govaert      | [ 11 ] |
| 1980, Haga       | 162,640 | 5.      | 1,570  | Jan van de Roemer | [ 12 ] |
| 1981, Assen      | 161,650 | 5.      | 4,230  | Lieuwe de Boer    | [ 13 ] |
| 1982, Heerenveen | 161,525 | 6.      | 4,615  | Jan Ykema         | [ 14 ] |
| 1983, Utrecht    | 159,730 | 1.      | –      | –                 | [ 15 ] |
| 1985, Utrecht    | DSQ     | DSQ     | –      | Hein Vergeer      | [ 16 ] |